# Buckeye Lake
Buckeye Lake – wieś w Stanach Zjednoczonych, w stanie Ohio, w hrabstwie Fairfield.
Liczba mieszkańców w 2000 roku wynosiła 3 049.